# Larysza
Larysza (Larysa, Laryssa, Larissa, Larysz, Boryszow, Gleszyn, Gleszyna, niem. Larisch) – polski herb szlachecki. Jest to jeden z najstarszych znanych polskich herbów szlacheckich wymieniony już u Długosza.

## Opis herbu
Opis herbu z wykorzystaniem klasycznych zasad blazonowania:
W polu czerwonym dwa lemiesze srebrne.
Klejnot: trzy pióra strusie.
Labry czerwone podbite srebrem.
Bartosz Paprocki opisał herb w sposób następujący:

mają być dwa lemiesza w polu białem

Opis herbu wg Kaspra Niesieckiego:

Powinny być dwa lemięsze, końcami do góry, i ostrzem na bok obrócone, w czerwonym polu, na hełmie trzy pióra strusie.

J. Ostrowski w podaje aż dziesięć wersji herbu:
- I: W polu czerwonem – dwa lemiesze srebrne, czy kroje, czy też noże, końcem do góry ostrzem do siebie. Nad hełmem w koronie trzy pióra strusie. Labry czerwone podbite srebrem.
- II: W polu czerwonym – kroje czy lemiesze od siebie. Odmiana poprzedniego.
- III: Odmiana poprzednich niewiele różniąca się od opisu Dachnowskiego.
- IV: W polu czerwonym dwa noże złamane do siebie. Wg herbu z kaplicy opactwa lędzkiego
- V: Na tarczy ostrzew między nożami.
- VI: W polu czerwonym – berło między sierpami. (według B.Paprockiego)
- VII: Berło między sierpami. (według Siembachera)
- VIII i IX: Między sierpami berło przewleczone przez koronę. (herb baronów Laryszów ze Śląska)
- X: Na tarczy – winne grono. Nad hełmem w koronie trzy sierpy. Labry.

## Wzmianki heraldyczne

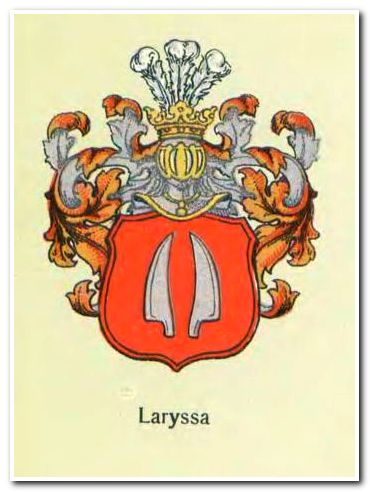
Herb Larysza z herbarza : Herby szlachty polskiej Zbigniewa Leszczyca

Jest to jeden z najstarszych polskich herbów szlacheckich, znany w średniowieczu i wymieniony przez Długosza. Pochodzenie herbu nie jest jasne, Niesiecki podaje kilka wersji powstania herbu, powołując się na inne herbarze i kroniki. Pierwsza Parisiusa wywodzi herb od starożytnych Sarmatów, którzy wzięli nazwę herbu od miasta Laryssa w Tesalii.

Według Paprockiego Piast zostawszy księciem Polan, herb ten nadał rodowi swojej matki. W innej legendzie opisuje on, że został nadany kmieciowi o imieniu Larysza, przez Bolesława Śmiałego, za zasługi w walce z Czechami. Zbigniew Leszczyc powtarza ją w Herbach szlachty polskiej: 

(...)wkroczył Wratysław w 1062 r. na czele wojska do Polski. Bolesław Śmiały wyruszył mu na przeciw i spotkał kmiotka, który dwa lemiesze niósł do kowala. Zapytany o drogę, ofiarował się wojsko królewskie przez bór przeprowadzić. Po drugiej stronie lasu obozowali Czesi. Wieśniak ów, który nazywał się Larysz, przededniem zakradł się do obozu nieprzyjaciół i uprowadził konie przedniej straży, poczem Bolesław uderzył na Czechów i pobił ich na głowę. W nagrodę za usługi Polsce w tej bitwie oddane, dostał Larysz herb Larysza z rozległą posiadłością na Śląsku.

Paprocki twierdzi, że herb Larysza był wymieniany w dawnych dokumentach i przywilejach, wspomina o nadaniu w 1264 Jankale Laryszy tytułu hrabiego, powołując się na wpis w statucie Przyłuskiego.
Według Piekosińskiego Larysza ma pochodzenie cudzoziemskie, prawdopodobnie włoskie. Herb ten miał przynieść do Polski podskarbi królewski o przydomku Medyolański, protoplasta Madalińskich. Adam Boniecki zaś wywodzi ród Madalińskich herbu Larysza ze Śląska, z miejscowości Glezyna pod Głogowem, co potwierdza polskie pochodzenie herbu. Laryszowie pod koniec XIII wieku osiedlili się w Chechle w województwie krakowskim.

## Znani herbowni
- Antoni Józef Madaliński (1739–1804) – polski generał.
- Piotr Mediolański – podskarbi koronny, rycerz króla Władysława Jagiełły.